# Batalha de Sumy

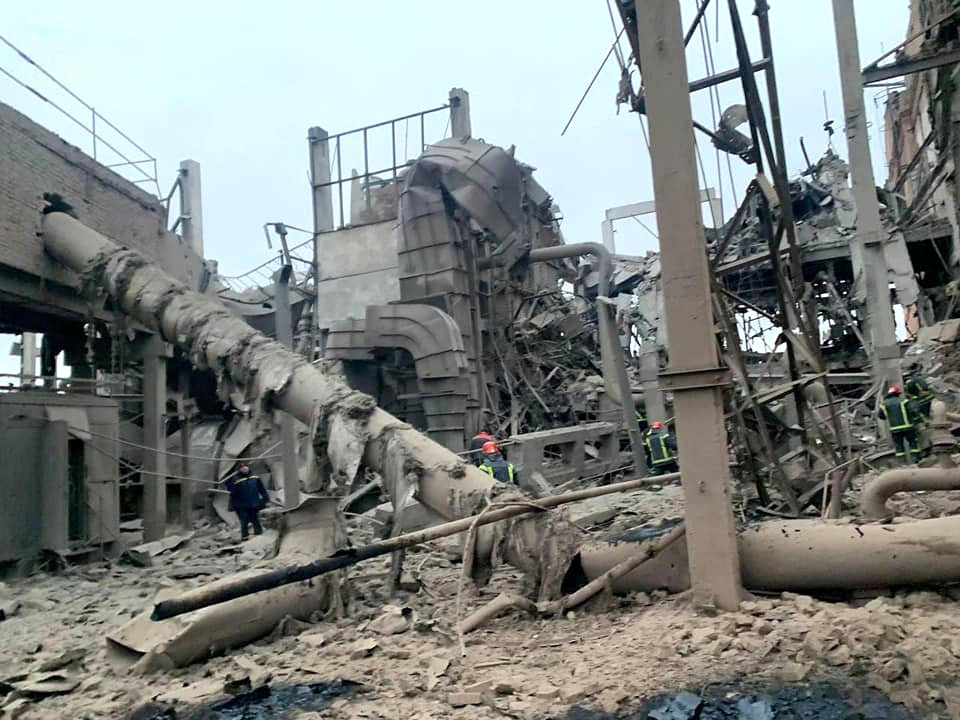
Destruição em Sumy após um bombardeio russo, março de 2022.

Batalha de Sumy (ou ainda conhecido como Cerco de Sumy) foi um confronto militar que começou no dia 24 de fevereiro de 2022 em decorrência da invasão da Ucrânia pela Rússia, se encerrando no começo de abril com a retirada russa da região.

## Batalha

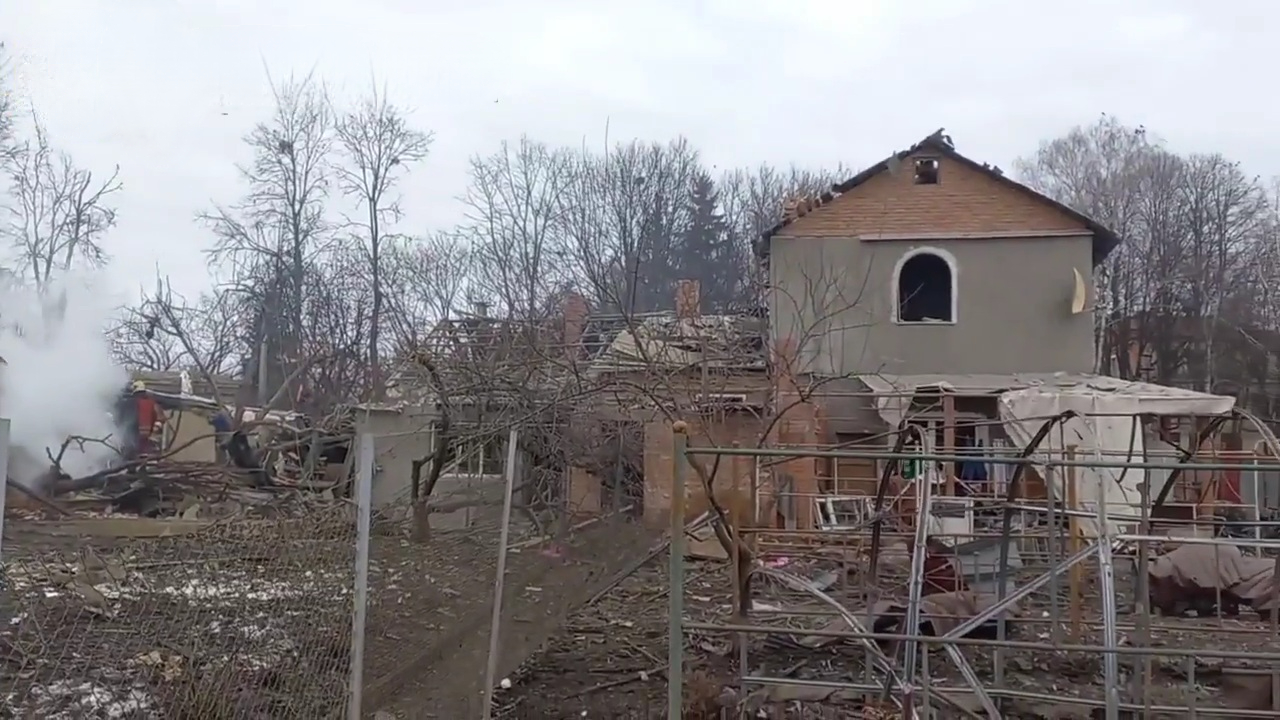
Um prédio danificado em Sumy, fevereiro de 2022

Tanques russos começaram a mover para cidade de Sumy em 24 de fevereiro, e confrontos começaram em suas bordas por volta das 3:00 da madrugada. Houve uma intensa guerra urbana entre tropas de defesa da Ucrânia e forças russas. Uma igreja foi queimada em decorrência disso. O conflito entre ambas as forças continuou até o fim da noite, onde ocorreu perto da Universidade Estadual de Sumy. No início da madrugada do dia 25, foi reportado que as tropas invasoras tinham se retirado da cidade.
Em 26 de fevereiro, confrontos voltaram a ocorrer. Forças russas conseguiram capturar metade de Sumy, mas os ucranianos conseguiram recapturar a totalidade da cidade até o fim do dia. Na manhã próxima, uma coluna de veículos russos avançaram sobre Sumy vinda do leste.
Na manhã de 27 de fevereiro, uma coluna de veículos russos avançou em direção de Sumy pelo leste. O avanço foi desorganizado, com as forças russas ficando sem suprimentos e começando a tentar saquear os mercados. No dia seguinte, tropas ucranianas afirmaram que seus drones, modelo Baykar Bayraktar TB2, atacaram a coluna de veículos blindados russos, destruindo pelo menos 96 tanques, 20 veículos BM-21 Grad e 8 caminhões de combustível.
Em 3 de março, Dmytro Zhyvytskyi, o governador do Oblast de Sumy, afirmou que cinco pessoas ficaram feridas de bombardeios em edifícios onde a 27ª Brigada de Artilharia ucraniana estava, além de um departamento militar da Universidade Estadual de Sumy. Mais de 500 estudantes internacionais estavam presos tentando sair da cidade mas não conseguiam sair por causa do fato das rodavias e pontes estarem destruídas, além dos combates travados nas ruas de Sumy.
Em 21 de março, um ataque aéreo russo danificou uma fábrica de fertilizantes em Sumy, fazendo vazar amônia e contaminando o solo ao redor. A Rússia negou que fosse responsável e, em vez disso, sugeriu que o incidente foi uma operação de bandeira falsa da Ucrânia.
Em 4 de abril de 2022, o governador Zhyvytskyi declarou que as tropas russas haviam se retirado e não ocupavam mais nenhuma cidade ou vila no Oblast de Sumy. De acordo com Zhyvytskyi, as tropas ucranianas estavam trabalhando para expulsar as unidades restantes.